# Баров, Александр Александрович
Александр Александрович Баров (1890—1920) — русский театральный актёр.

## Биография
В 1908—1912 годах выступал на сцене Mосковского художественного театра. Исполнял маленькие роли (секретарь следователя — «Живой труп» и др.).
В 1912 году перешёл в Харьковскую труппу H. H. Синельникова, где работал до конца жизни.
Один из ведущих актёров этого театра. Превосходно владея актёрской техникой, А. Баров достигал полного перевоплощения в таких разнообразных ролях, как Фамусов («Горе от ума» А. С. Грибоедова); царь Фёдор
(«Царь Фёдор Иоаннович» А. К. Толстого), Смердяков («Братья Карамазовы»
по Ф. М. Достоевскому), Штокман («Доктор Штокман» Г. Ибсена) и др.
Особенно большой успех имел А. Баров в роли Городничего в комедии «Ревизор» Гоголя.
Во время захвата Харькова частями Белой армии Деникина в 1919 году А. Баров за исполнение роли Королевского брадобрея (Луначарского) был арестован и, лишь благодаря усилиям товарищей, спасён от расстрела.